# Мікеле Ліуцці
Мікеле Ліуцці (італ. Michele Liuzzi; нар. 23 лютого 1975, Неаполь) — італійський борець вільного стилю, срібний призер чемпіонату Європи, учасник Олімпійських ігор.

## Життєпис
Боротьбою почав займатися з 1989 року. Був бронзовим призером чемпіонату світу 1991 року серед кадетів. Того ж року досяг такого ж результату на Європейській першості, але вже серед юніорів. У 1993 році став срібним призером чемпіонату Європи серед юніорів.
Виступав за клуби Gruppo Sportivo VVF з Неаполя та K.D.K. з Афраголи. Тренери — Маріо Палермо Церонне, Луїджі Марігліано.
За фахом — пожежник.

### Родина
Донька — Емануела Ліуцці (нар. 2000), борчиня вільного стилю, бронзова призерка чемпіонату Європи. Він також є її тренером.

## Спортивні результати на міжнародних змаганнях

### Виступи на Олімпіадах
| Змагання                    | Збірна | Вагова категорія          | Місце |
| --------------------------- | ------ | ------------------------- | ----- |
| Літні Олімпійські ігри 1996 | Італія | вільна боротьба, до 57 кг | 16    |

### Виступи на Чемпіонатах світу
| Змагання                        | Збірна | Вагова категорія          | Місце |
| ------------------------------- | ------ | ------------------------- | ----- |
| Чемпіонат світу з боротьби 1994 | Італія | вільна боротьба, до 57 кг | 11    |
| Чемпіонат світу з боротьби 1995 | Італія | вільна боротьба, до 57 кг | 16    |
| Чемпіонат світу з боротьби 1997 | Італія | вільна боротьба, до 58 кг | 9     |
| Чемпіонат світу з боротьби 1999 | Італія | вільна боротьба, до 58 кг | 23    |
| Чемпіонат світу з боротьби 2003 | Італія | вільна боротьба, до 60 кг | 18    |

### Виступи на Чемпіонатах Європи
| Змагання                         | Збірна | Вагова категорія          | Місце  |
| -------------------------------- | ------ | ------------------------- | ------ |
| Чемпіонат Європи з боротьби 1994 | Італія | вільна боротьба, до 57 кг | 7      |
| Чемпіонат Європи з боротьби 1995 | Італія | вільна боротьба, до 57 кг | 7      |
| Чемпіонат Європи з боротьби 1996 | Італія | вільна боротьба, до 57 кг | 9      |
| Чемпіонат Європи з боротьби 1998 | Італія | вільна боротьба, до 58 кг | 12     |
| Чемпіонат Європи з боротьби 1999 | Італія | вільна боротьба, до 58 кг | Срібло |
| Чемпіонат Європи з боротьби 2000 | Італія | вільна боротьба, до 58 кг | 15     |
| Чемпіонат Європи з боротьби 2002 | Італія | вільна боротьба, до 60 кг | 5      |
| Чемпіонат Європи з боротьби 2003 | Італія | вільна боротьба, до 60 кг | 14     |

### Виступи на інших змаганнях
| Змагання                                                     | Збірна | Вагова категорія          | Місце  |
| ------------------------------------------------------------ | ------ | ------------------------- | ------ |
| Середземноморські ігри 1993                                  | Італія | вільна боротьба, до 52 кг | Срібло |
| Гран-прі Німеччини з боротьби 1994                           | Італія | вільна боротьба, до 57 кг | 6      |
| Гран-прі Німеччини з боротьби 1996                           | Італія | вільна боротьба, до 57 кг | 5      |
| Олімпійський кваліфікаційний турнір з боротьби 2000 (Токіо)  | Італія | вільна боротьба, до 63 кг | 14     |
| Олімпійський кваліфікаційний турнір з боротьби 2000 (Мехіко) | Італія | вільна боротьба, до 63 кг | Срібло |
| Гран-прі Німеччини з боротьби 2003                           | Італія | вільна боротьба, до 60 кг | Бронза |
| Олімпійський кваліфікаційний турнір з боротьби 2004 (Софія)  | Італія | вільна боротьба, до 60 кг | 18     |

### Виступи на змаганнях молодших вікових груп
| Змагання                                       | Збірна | Вагова категорія          | Місце  |
| ---------------------------------------------- | ------ | ------------------------- | ------ |
| Чемпіонат світу з боротьби серед кадетів 1991  | Італія | вільна боротьба, до 51 кг | Бронза |
| Чемпіонат Європи з боротьби серед юніорів 1991 | Італія | вільна боротьба, до 50 кг | Бронза |
| Чемпіонат світу з боротьби серед юніорів 1992  | Італія | вільна боротьба, до 54 кг | 5      |
| Чемпіонат Європи з боротьби серед юніорів 1993 | Італія | вільна боротьба, до 54 кг | Срібло |
| Чемпіонат Європи з боротьби серед молоді 1994  | Італія | вільна боротьба, до 57 кг | 5      |
| Чемпіонат світу з боротьби серед молоді 1995   | Італія | вільна боротьба, до 57 кг | 7      |